# David Ritchie
Pour les articles homonymes, voir Ritchie.
Dave Ritchie (né le 12 janvier 1892 à Montréal, Québec au Canada - mort le 6 mars 1973 à Montréal) est un joueur professionnel de hockey sur glace qui évoluait au poste de défenseur.

## Biographie
Après une carrière amateur, Dave Ritchie devient professionnel en 1914 avec le Quebec Hockey Club de l'Association nationale de hockey. Pour la saison inaugurale de la Ligue nationale de hockey, les « Bulldogs » choisissent de ne pas jouer et Ritchie est réclamé par les Wanderers de Montréal. Le 19 décembre 1917, il inscrit le premier but de la LNH face aux Arenas de Toronto lors d'une victoire des Wanderers 10-9. Deux semaines plus tard, les Wanderers se retirent de la compétition et Ritchie finit la saison avec les Sénateurs d'Ottawa. La saison suivante, il signe avec les Arenas. En 1919, il revient avec son club d'appartenance, lors de leur seul saison dans la LNH. Il joue la saison 1920-1921 pour les Canadiens de Montréal avant de se retirer et devenir arbitre. En 1924, il porte de nouveau le chandail des Canadiens pour deux saisons avant de se retirer définitivement.

## Statistiques en carrière
| Saison     | Équipe                | Ligue       |    | Saison régulière | Saison régulière | Saison régulière | Saison régulière | Saison régulière |   | Séries éliminatoires | Séries éliminatoires | Séries éliminatoires | Séries éliminatoires | Séries éliminatoires |
| Saison     | Équipe                | Ligue       | PJ | B                | A                | Pts              | Pun              | PJ               | B | A                    | Pts                  | Pun                  |                      |                      |
| 1909-1910  | Westmount de Montréal | SLVHL       | ?  | ?                | ?                | ?                | ?                | -                | - | -                    | -                    | -                    |                      |                      |
| 1910-1911  | Grand'Mere HC         | IPAHU       | ?  | ?                | ?                | ?                | ?                | -                | - | -                    | -                    | -                    |                      |                      |
| 1911-1912  | Grand'Mere HC         | IPAHU       | 8  | 13               | 0                | 13               | ?                | 2                | 5 | 0                    | 5                    | ?                    |                      |                      |
| 1912-1913  | Grand'Mere HC         | IPAHU       | 5  | 3                | 0                | 3                | ?                | 4                | 4 | 0                    | 4                    | 0                    |                      |                      |
| 1912-1913  | Grand'Mere AAA        | Coupe Allan | ?  | ?                | ?                | ?                | ?                | 2                | 1 | 0                    | 1                    | 0                    |                      |                      |
| 1913-1914  | Grand'Mere HC         | IPAHU       | ?  | ?                | ?                | ?                | ?                | -                | - | -                    | -                    | -                    |                      |                      |
| 1914-1915  | Bulldogs de Québec    | ANH         | 14 | 2                | 1                | 3                | 0                | -                | - | -                    | -                    | -                    |                      |                      |
| 1915-1916  | Bulldogs de Québec    | ANH         | 23 | 9                | 4                | 13               | 38               | -                | - | -                    | -                    | -                    |                      |                      |
| 1916-1917  | Bulldogs de Québec    | ANH         | 19 | 17               | 10               | 27               | 20               | -                | - | -                    | -                    | -                    |                      |                      |
| 1917-1918  | Wanderers de Montréal | LNH         | 4  | 5                | 2                | 7                | 3                | -                | - | -                    | -                    | -                    |                      |                      |
| 1917-1918  | Sénateurs d'Ottawa    | LNH         | 14 | 4                | 1                | 5                | 18               | -                | - | -                    | -                    | -                    |                      |                      |
| 1918-1919  | Arenas de Toronto     | LNH         | 4  | 0                | 0                | 0                | 9                | -                | - | -                    | -                    | -                    |                      |                      |
| 1919-1920  | Bulldogs de Québec    | LNH         | 23 | 6                | 3                | 9                | 18               | -                | - | -                    | -                    | -                    |                      |                      |
| 1920-1921  | Canadiens de Montréal | LNH         | 6  | 0                | 0                | 0                | 2                | -                | - | -                    | -                    | -                    |                      |                      |
|            |                       |             |    |                  |                  |                  |                  |                  |   |                      |                      |                      |                      |                      |
| 1924-1925  | Canadiens de Montréal | LNH         | 5  | 0                | 0                | 0                | 0                | 1                | 0 | 0                    | 0                    | 0                    |                      |                      |
| 1925-1926  | Canadiens de Montréal | LNH         | 2  | 0                | 0                | 0                | 0                | -                | - | -                    | -                    | -                    |                      |                      |
| Totaux LNH | Totaux LNH            | Totaux LNH  | 58 | 15               | 6                | 21               | 50               | 1                | 0 | 0                    | 0                    | 0                    |                      |                      |

## Transactions en carrière
- 1er décembre 1914 : signe comme agent libre par les Bulldogs de Québec.
- 26 novembre 1917 : réclamé par les Wanderers de Montréal depuis les Bulldogs lors du repêchage de dispersion.
- 4 janvier 1918 : réclamé par les Sénateurs d'Ottawa depuis les Wanderers lors du repêchage de dispersion.
- 17 janvier 1919 : signé comme agent libre par les Arenas de Toronto.
- 25 novembre 1919 : transféré aux Bulldogs depuis les Arenas à la suite du retour de la franchise en LNH.
- 2 novembre 1920 : transféré aux Tigers de Hamilton depuis les Bulldogs à la suite du déménagement de la franchise.
- 27 novembre 1920 : échangé aux Canadiens de Montréal par les Tigers avec Harry Mummery et Jack McDonald en retour de Goldie Prodgers, Joe Matte, Jack Coughlin et du prêt de Billy Coutu pour la 1920-1921.
- 28 janvier 1925 : signé comme agent libre par les Canadiens.
- 13 janvier 1926 : signé comme agent libre par les Canadiens[4].

## Trophées et honneurs personnels
- Ligue nationale de hockey
  - Champion du trophée O'Brien 1925 avec les Canadiens de Montréal